# Steinbach an der Steyr
Steinbach an der Steyr – miejscowość i gmina w Austrii, w kraju związkowym Górna Austria, w powiecie Kirchdorf an der Krems. Liczy 2035 mieszkańców.